# 唐納德·佩蒂特
唐納德·佩蒂特（英語：Donald Pettit，1955年4月20日—）是一位美國太空人和化學工程師，以軌道天文攝影和太空發明而聞名，例如零重力咖啡杯，獲得了有史以來第一個太空發明專利。
他曾兩次長期駐留在國際太空站（目前正在進行第三次駐留）、一次太空梭任務以及一次為期六週的南極隕石尋找探險。截至2025年，70歲的唐納德·佩蒂特是美國太空總署最年長的現役太空人。

## 生涯
佩蒂特於1984年至1996年期間在洛斯阿拉莫斯國家實驗室擔任科學家，之後被美國太空總署選為候選太空人。他是太空探索計畫綜合委員會的初級顧問，參與了該委員會1991年5月的報告《美國的門檻》的撰寫，為人類登陸火星提出了建議。
身為天文攝影師，佩蒂特拍攝了數千條獨特的星跡和攝影資料集，並定期在網路上分享。其中一篇名為《閃電蟲》的文章在網路上瘋傳。